# Morris FE
Morris FE — 5 і 7-тонний вантажний автомобіль, вироблений компанією Morris Commercial, частиною British Morris Motor Company, між 1955 і 1959 роками. Він дуже нагадував свого попередника, Morris FV, і це, окрім передньої конфігурації управління, багато в чому було довоєнної конструкції. Однак Morris FE мав більш сучасну передню решітку, ніж попередній автомобіль.

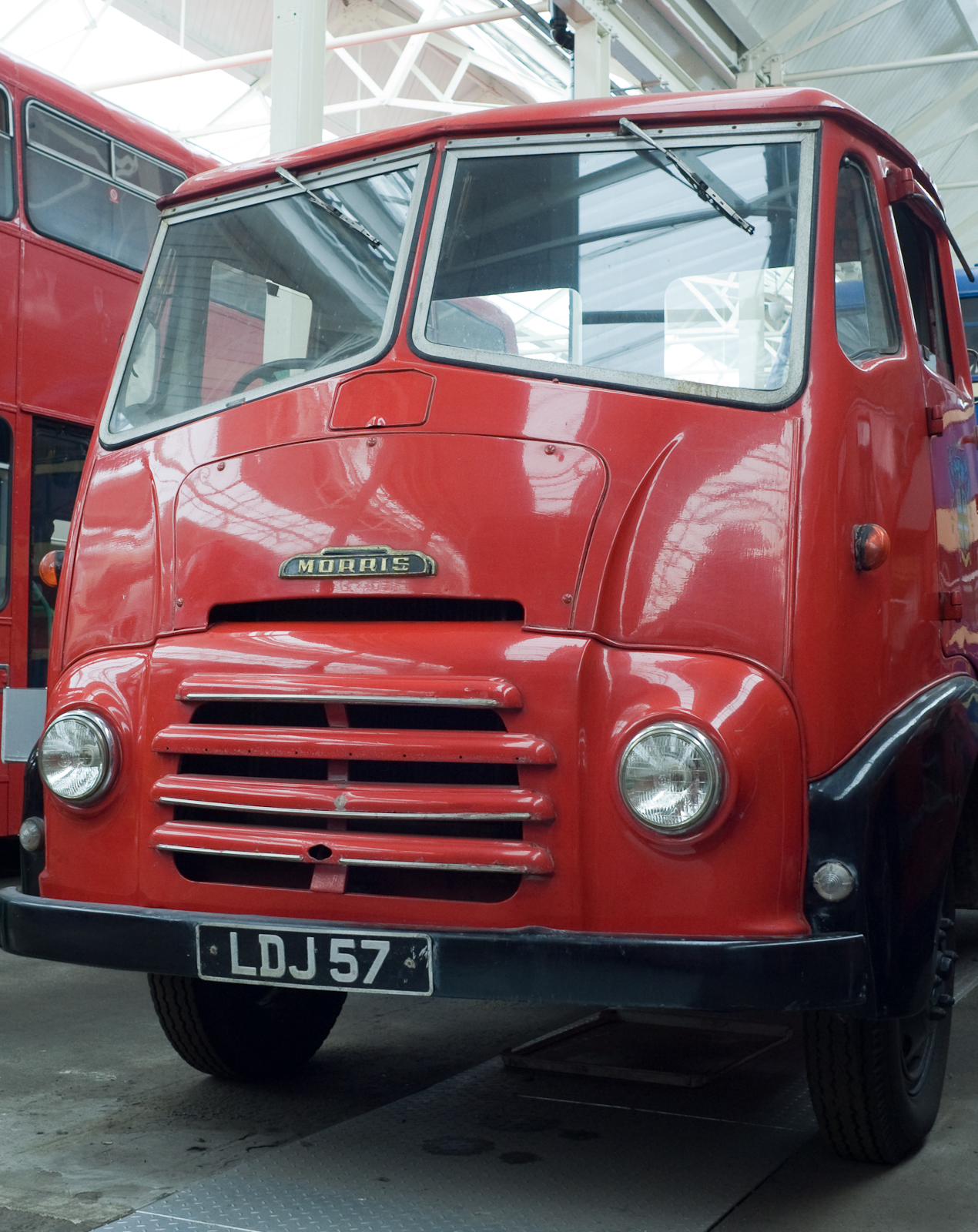
Morris light van

Оскільки злиття Morris і Austin Motor Company відбулося через British Motor Corporation, в об'єднаній компанії Morris замінив не лише Morris FV, але й трохи більший Austin Loadstar. На додаток до «5-тонної» версії тепер пропонувалася «7-тонна» версія.
Як і раніше, пропонувалися версії пікапа і тягача. Клієнти також могли придбати FV у формі шасі Bare та отримати спеціалізований кузов від відповідного постачальника.
З 1956 року бренд «Morris Commercial» перестав використовуватися. FE, не позначені як Austins, тепер позначалися просто як Morrises.